# Alberto IV da Baviera
Alberto IV da Baviera, cognominado o Sábio (em alemão:  Albrecht IV von Bayern, der Weise), (Munique, 15 de dezembro de 1447 – Munique, 18 de março de 1508), foi Duque da Baviera-Munique desde 1467, e Duque da Baviera unificada a partir de 1504.

## Biografia
Alberto era o filho de Alberto III da Baviera e de Ana de Brunswick-Grubenhagen-Einbeck. Após a morte de seu irmão mais velho João IV, Duque da Baviera, desistiu da sua carreira eclesiástica e regressou a Munique, vindo de Pavia. Quando os seus irmãos Christoph e Wolfgang resignaram, Alberto tornou-se o único duque, embora, em 1467, tenha sido criado um novo ducado, o da Baviera-Dachau, para o seu irmão Sigismundo, desagregado da Baviera-Munique. Após a morte de Sigismundo em 1501, a Baviera-Dachau voltou a integrar-se na Baviera-Munique.

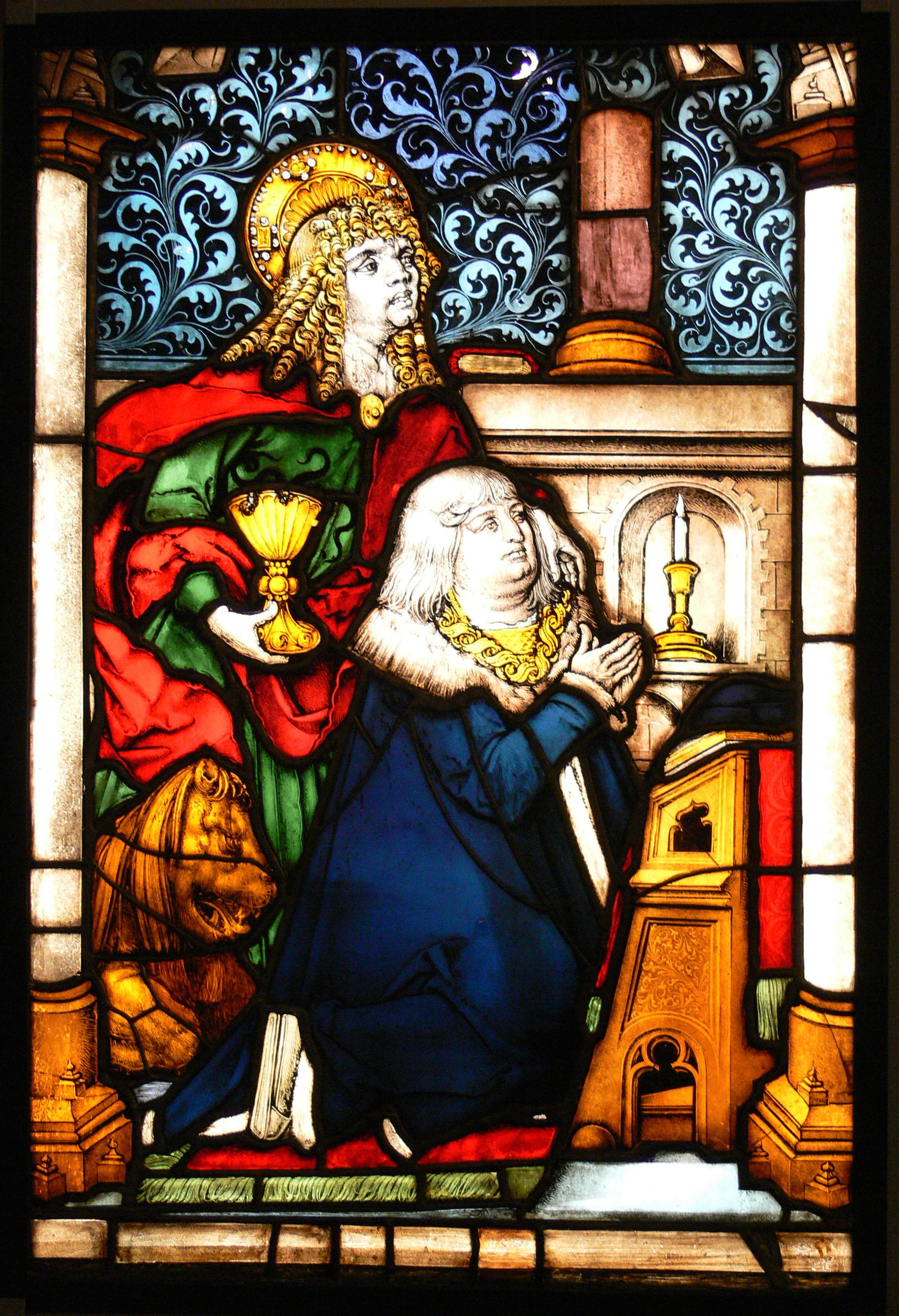
Duque Alberto IV e São João
Vitral da Abadia de Prüll, hoje no Museu Nacional da Baviera

O casamento de Alberto IV com Cunegunda da Áustria, foi o resultado de intrigas e decepções, embora deva ser visto como uma derrota do imperador romano-germânico Frederico III.
Alberto tomara controlo, ilegalmente, de alguns feudos imperiais solicitando em seguida a mão da arquiduquesa Cunegunda (filha do imperador e de Leonor de Portugal) que vivia em Innsbruck, longe da corte dos pais, oferecendo os feudos ocupados como dote.
De início, Frederico concordou, mas após Alberto ter ocupado mais um feudo, Ratisbona, Frederico retirou o seu consentimento. Contudo, em 2 de janeiro de 1487, antes que a mudança da vontade de Frederico III tivesse sido comunicada à sua filha, Cunigunda casou com Alberto.
Uma guerra foi evitada apenas dada a intermediação do filho do imperador, o então arquiduque Maximiliano. Para o casamento o castelo de Grünwald foi ampliado em 1486/87 por Jörg von Weikertshausen. Em 1492, Alberto acabou por decidir devolver as suas aquisições territoriais na Suábia para evitar a guerra com os Habsburgo e com a Liga da Suábia.
Por fim, teve também que desocupar Ratisbona que fora integrada na Baviera em 1486, renunciando ainda Áustria Anterior quando o arquiduque Sigismundo da Áustria tentou tomá-lo a Alberto.

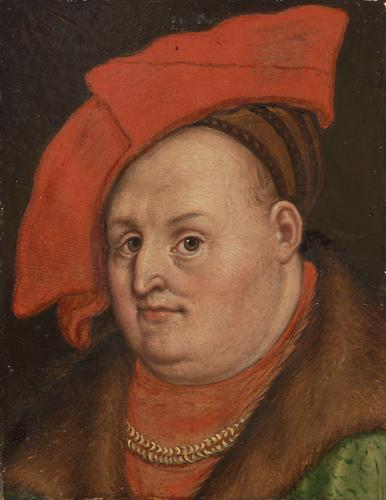
Alberto IV da Baviera, pintura por Antoni Boys.

## Sucessão na Baviera-Landshut
Em 1503, a morte do último duque da Baviera-Landshut, Jorge, deu origem a uma guerra sangrenta, a Guerra da Sucessão de Landshut: dum lado estava Alberto IV, como chefe da ramo bávara dos Wittelsbach; do outro estava Isabel, Duquesa da Baviera-Landshut (filha de Jorge da Baviera-Landshut) apoiada pelo marido, o Eleitor Palatino, pertencente ao ramo palatino da família.
Alberto acabou por unificar toda a Baviera mas teve que transferir os distritos mais meridionais da Baviera-Landshut para o seu cunhado, o imperador Maximiliano I, como compensação pelo seu apoio: Kufstein, Kitzbühel e Rattenberg passaram para Maximiliano em 1506 sendo integradas no Tirol. Para a linha do Palatinado foi criado um novo ducado de Palatinado-Neuburgo.
Para evitar qualquer futura divisão da Baviera, Alberto decretou, em 1506, que a sucessão passaria a ser assegurada pelo filho varão do duque. Apesar disso, o seu filho mais velho e sucessor, Guilherme IV da Baviera teve que partilhar o poder, a partir de 1516, com o irmão mais novo, Luís X da Baviera. Mas com a morte de Luís IX, em 1545, o édito de sucessão entrou em vigor até ao fim da monarquia na Baviera, em 1918.
Alberto está sepultado na Frauenkirche, de Munique.

## Casamento e descendência
Em 3 de janeiro de 1487, Alberto casou com a arquiduquesa Cunegunda da Áustria, filha do imperador Frederico III e de Leonor de Portugal.

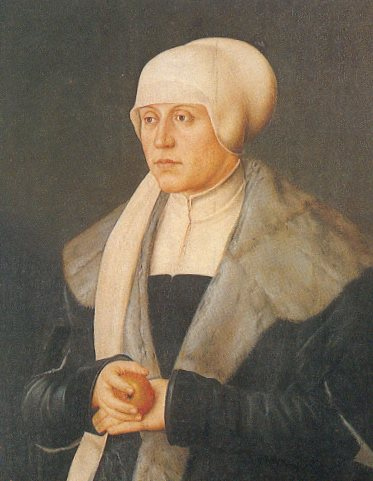
Cunigunde da Áustria

Do casamento nasceram oito crianças:
1. Sidónia (Sidonie) (1488-1505);
2. Sibila (Sibylle) (1489-1519), que casou em 1515 com Luís V, Eleitor Palatino;
3. Sabina (Sabine) (1492-1564), que casou em 1511 com Ulrich, Duque de Württemberga;
4. Guilherme IV (Wilhelm IV) (1493-1550);[1]
5. Luís X (Ludwig X) (1495-1545);[1]
6. Susana (Susanne) (1499 – 1500);
7. Ermesto (Ernst) (1500–1560), que segue a carreira eclesiática em Passau (1517–40), Colónia, Arcebispo em Salzburg (1540–54) e Eichstädt, e detentor do condado de Kladsko (1549–1560);[1]
8. Susana (Sussane) (1502-543), que casou:
  - em 1518 com Casimiro, Marquês de Brandeburgo-Bayreuth;
  - em 1529 com Otão Henrique, Eleitor Palatino.

## Ascendência
| Albert IV, Duque da Baviera | pai: Alberto III da Baviera               | Avô Paterno: Ernesto da Baviera                        | Bisavô Paterno: João II da Baviera                        |
| Albert IV, Duque da Baviera | pai: Alberto III da Baviera               | Avô Paterno: Ernesto da Baviera                        | Bisavó Paterna: Catarina de Gorizia                       |
| Albert IV, Duque da Baviera | pai: Alberto III da Baviera               | Avó Paterna: Isabel Visconti                           | Bisavô Paterno: Bernabò Visconti                          |
| Albert IV, Duque da Baviera | pai: Alberto III da Baviera               | Avó Paterna: Isabel Visconti                           | Bisavó Paterna: Beatriz della Scala                       |
| Albert IV, Duque da Baviera | Mãe: Ana de Brunswick-Grubenhagen-Einbeck | Avô 'Materno:' Erico I, Duque de Brunswick-Grubenhagen | Bisavô Matern: Alberto I, Duque def Brunswick-Grubenhagen |
| Albert IV, Duque da Baviera | Mãe: Ana de Brunswick-Grubenhagen-Einbeck | Avô 'Materno:' Erico I, Duque de Brunswick-Grubenhagen | Bisavó Maternal Grea: Agnes de Brunswick-Lüneburg         |
| Albert IV, Duque da Baviera | Mãe: Ana de Brunswick-Grubenhagen-Einbeck | Avó Materna: Isabel de Brunswick-Göttingen             | Bisavô Mterna: Otão I, Duque de Brunswick-Göttingen       |
| Albert IV, Duque da Baviera | Mãe: Ana de Brunswick-Grubenhagen-Einbeck | Avó Materna: Isabel de Brunswick-Göttingen             | Bisavó Materna: Margarida de Berg                         |